# Peter Hildreth
Peter Hildreth (Reino Unido, 8 de julio de 1928-25 de febrero de 2011) fue un atleta británico especializado en la prueba de 110 m vallas, en la que consiguió ser medallista de bronce europeo en 1950.

## Carrera deportiva
En el Campeonato Europeo de Atletismo de 1950 ganó la medalla de bronce en los 110 m vallas, llegando a meta en un tiempo de 15.0 segundos, tras el francés André-Jacques Marie (oro con 14.6 segundos) y el sueco Ragnar Lundberg (plata con 14.7 segundos).